# Puchar Grecji w piłce siatkowej mężczyzn (2023/2024)
Puchar Grecji w piłce siatkowej mężczyzn 2023/2024 – 36. edycja rozgrywek o siatkarski Puchar Grecji zorganizowana przez Grecki Związek Piłki Siatkowej (Ελληνική Ομοσπονδία Πετοσφαίρισης, Ε.Ο.ΠΕ.). Zainaugurowana została 13 grudnia 2023 roku.
W Pucharze Grecji uczestniczyły drużyny z Volley League, Pre League oraz kategorii A2. Rozgrywki składały się z dwóch rund wstępnych, 1/8 finału, ćwierćfinałów oraz turnieju finałowego. We wszystkich rundach rywalizacja toczyła się systemem pucharowym, a o awansie decydowało jedno spotkanie.
Turniej finałowy odbył się w dniach 29-30 marca 2024 roku w hali sportowej «Neapolis» w Larisie. W ramach turnieju finałowego rozegrane zostały półfinały i finał. Po raz 17. Puchar Grecji zdobył Olympiakos, który w finale pokonał AONS Milon. Najlepszym zawodnikiem (MVP) finału wybrany został Mitar Dzurits.

## System rozgrywek
Rozgrywki o Puchar Grecji w sezonie 2023/2024 składały się z dwóch rund wstępnych, 1/8 finału, ćwierćfinałów oraz turnieju finałowego, w ramach którego odbyły się półfinały i finał. We wszystkich rundach rywalizacja toczyła się w systemie pucharowym, a o awansie decydowało jedno spotkanie. Przed każdą rundą odbyło się losowanie wyłaniające pary meczowe. Losowanie 1. rundy przeprowadzone zostało 28 listopada, 2. rundy – 20 grudnia, 1/8 finału – 19 stycznia, ćwierćfinałów – 16 lutego, natomiast półfinałów – 13 marca. Gospodarzem spotkania w parze była drużyna z niższej ligi bądź ta, która została wylosowana jako pierwsza (jeżeli obie drużyny grały na tym samym poziomie rozgrywkowym).
W dwóch rundach wstępnych uczestniczyły drużyny z Pre League i kategorii A2, tj. odpowiednio drugiego i trzeciego poziomu rozgrywkowego. W 1/8 finału do rozgrywek dołączyły kluby, które po 1. rundzie fazy zasadniczej Volley League zajmowały w tabeli miejsca 5-9, natomiast od ćwierćfinałów udział w Pucharze Grecji rozpoczęły pozostałe drużyny z Volley League.

### Tabela po 1. rundzie fazy zasadniczej Volley League
| Lp.                                                           | Drużyna           | Pkt | Mecze | Mecze | Mecze | Rodzaj wyniku | Rodzaj wyniku | Rodzaj wyniku | Rodzaj wyniku | Rodzaj wyniku | Rodzaj wyniku | Sety | Sety | Sety  | Małe punkty | Małe punkty | Małe punkty |
| Lp.                                                           | Drużyna           | Pkt | M     | W     | P     | 3:0           | 3:1           | 3:2           | 2:3           | 1:3           | 0:3           | wyg. | prz. | stos. | zdob.       | str.        | stos.       |
| ------------------------------------------------------------- | ----------------- | --- | ----- | ----- | ----- | ------------- | ------------- | ------------- | ------------- | ------------- | ------------- | ---- | ---- | ----- | ----------- | ----------- | ----------- |
| 1                                                             | Olympiakos SFP    | 21  | 8     | 7     | 1     | 3             | 4             | 0             | 0             | 0             | 1             | 21   | 7    | 3     | 682         | 612         | 1.11        |
| 2                                                             | Panathinaikos AO  | 20  | 8     | 7     | 1     | 5             | 1             | 1             | 0             | 1             | 0             | 22   | 6    | 3.67  | 698         | 595         | 1.17        |
| 3                                                             | AONS Milon        | 18  | 8     | 6     | 2     | 3             | 3             | 0             | 0             | 0             | 2             | 18   | 9    | 2     | 647         | 580         | 1.12        |
| 4                                                             | PAOK              | 16  | 8     | 5     | 3     | 4             | 1             | 0             | 1             | 1             | 1             | 18   | 10   | 1.8   | 649         | 595         | 1.09        |
| 5                                                             | AO Foinikas Syros | 8   | 8     | 2     | 6     | 1             | 1             | 0             | 2             | 1             | 3             | 11   | 19   | 0.58  | 642         | 680         | 0.94        |
| 6                                                             | Atlos Orestiada   | 7   | 8     | 3     | 5     | 0             | 0             | 3             | 1             | 2             | 2             | 13   | 21   | 0.62  | 690         | 756         | 0.91        |
| 7                                                             | Pigasos Polichnis | 7   | 8     | 2     | 6     | 2             | 0             | 0             | 1             | 1             | 4             | 9    | 18   | 0.5   | 562         | 619         | 0.91        |
| 8                                                             | AO Kalamata 80    | 6   | 8     | 2     | 6     | 1             | 0             | 1             | 1             | 2             | 3             | 10   | 20   | 0.5   | 650         | 727         | 0.89        |
| 9                                                             | AOP Kifisias      | 5   | 8     | 2     | 6     | 1             | 0             | 1             | 0             | 2             | 4             | 8    | 20   | 0.4   | 602         | 658         | 0.91        |
| Legenda: ćwierćfinał Pucharu Grecji 1/8 finału Pucharu Grecji |                   |     |       |       |       |               |               |               |               |               |               |      |      |       |             |             |             |

Źródło: inf. własna
Punktacja: 3:0 i 3:1 – 3 pkt; 3:2 – 2 pkt; 2:3 – 1 pkt; 1:3 i 0:3 – 0 pkt
Zasady ustalania kolejności: 1. liczba zdobytych punktów; 2. bilans w meczach bezpośrednich, w kolejności: a) liczba zwycięstw, b) liczba zdobytych punktów, c) stosunek setów wygranych do przegranych; d) stosunek małych punktów zdobytych do straconych; 3. liczba zwycięstw; 4. stosunek setów wygranych do przegranych; 5. stosunek małych punktów zdobytych do straconych

## Drużyny uczestniczące
| Volley League (9 drużyn) | Volley League (9 drużyn) |
| ------------------------ | ------------------------ |
| AO Foinikas Syros        | ćwierćfinał              |
| AO Kalamata 80           | ćwierćfinał              |
| Atlos Orestiada          | ćwierćfinał              |
| AOP Kifisias             | ćwierćfinał              |
| AONS Milon               | finał                    |
| Olympiakos SFP           | zwycięstwo               |
| Panathinaikos AO         | półfinał                 |
| PAOK                     | półfinał                 |
| Pigasos Polichnis        | 1/8 finału               |

| Pre League (3 drużyny) | Pre League (3 drużyny) |
| ---------------------- | ---------------------- |
| APS Ifestos Florinas   | 2. runda               |
| AS Aris                | 1/8 finału             |
| NGST Iraklis           | 1/8 finału             |

| Kategoria A2 (5 drużyn) | Kategoria A2 (5 drużyn) |
| ----------------------- | ----------------------- |
| AE Armenion             | 1/8 finału              |
| AS Elpis                | 1. runda                |
| Finikas Polichnis       | 2. runda                |
| HANT                    | 2. runda                |
| OPAT Perseas            | 1. runda                |

## Rozgrywki

### 1. runda
| 13.12.2023 20:30 (UTC+2) | OPAT Perseas | 0:3 (28:30, 15:25, 23:25) terminarz relacja | NGST Iraklis | KAPPA 2000, Peraia Sędziowie: Jeorjos Mawridis i Panajiotis Kukumakas |

| 13.12.2023 21:15 (UTC+2) | AS Elpis | 0:3 (21:25, 19:25, 23:25) terminarz relacja | AS Aris | Hala sportowa «Joanis Lemonidis», Ambelokipi Sędziowie: Atanasios Muzulas i Anastasios Dalkiranis |

Uwaga: AE Armenion, APS Ifestos Florinas, Finikas Polichnis oraz HANT wylosowały wolny los i awansowały do 2. rundy bez gry.

### 2. runda
| 17.01.2024 18:00 (UTC+2) | AE Armenion | 3:1 (28:26, 23:25, 25:15, 25:16) terminarz relacja | HANT | Hala sportowa 1. Gimnazjum, Ajos Joanis Rendis Sędziowie: Wasilios Katsulis i Stilianos Jeorjadis |

| 17.01.2024 19:00 (UTC+2) | APS Ifestos Florinas | 0:3 (23:25, 22:25, 23:25) terminarz relacja | NGST Iraklis | Miejski Ośrodek Sportu, Florina Sędziowie: Teofilos Chanos i Anestis Sarakinidis |

| 17.01.2024 20:30 (UTC+2) | Finikas Polichnis | 0:3 (15:25, 10:25, 18:25) terminarz relacja | AS Aris | Miejski Ośrodek Sportu "Aleksandros Nikolaidis", Polichni Sędziowie: Anastasios Dalkiranis i Marios Lumsi |

### 1/8 finału
| 13.02.2024 17:00 (UTC+2) | NGST Iraklis | 1:3 (20:25, 12:25, 25:22, 25:27) terminarz relacja | Atlos Orestiada | Hala siatkarska «Katsanio», Saloniki Sędziowie: Emanuil Jeorjadis i Stelios Papakosmas |

| 13.02.2024 20:00 (UTC+2) | AS Aris | 1:3 (25:13, 18:25, 17:25, 18:25) terminarz relacja | AO Kalamata 80 | Narodowe Centrum «Mikras», Kalamaria Sędziowie: Teofilos Stawrianidis i Konstandinos Dimitriu |

| 14.02.2024 18:00 (UTC+2) | AE Armenion | 0:3 (20:25, 20:25, 21:25) terminarz relacja | AOP Kifisias | Hala sportowa 1. Gimnazjum, Ajos Joanis Rendis Sędziowie: Christos Malfas i Aleksandros Milonakis |

| 14.02.2024 19:00 (UTC+2) | AO Foinikas Syros | 3:2 (19:25, 25:18, 25:18, 20:25, 15:13) terminarz relacja | Pigasos Polichnis | Centrum Sportowe «Dimitrios Wikielas», Ermupoli Sędziowie: Michail Kutsulas i Spiros Prenddzas |

### Ćwierćfinały
| 6.03.2024 18:00 (UTC+2) | AO Kalamata 80 | 2:3 (20:25, 17:25, 28:26, 25:22, 8:15) terminarz relacja | AONS Milon | Hala sportowa przy Stadionie Miejskim, Kalamata Sędziowie: Nikolaos Frangakis i Leonidas Jeranios |

| 6.03.2024 18:00 (UTC+2) | AO Foinikas Syros | 0:3 (17:25, 15:25, 16:25) terminarz relacja | Panathinaikos AO | Centrum Sportowe «Dimitrios Wikielas», Ermupoli Sędziowie: Konstandinos Wuduris i Irini Mula |

| 6.03.2024 19:00 (UTC+2) | AOP Kifisias | 0:3 (20:25, 22:25, 12:25) terminarz relacja | Olympiakos SFP | Hala przy Stadionie Miejskim «Zirinio», Kifisia Sędziowie: Michail Kutsulas i Wasilios Nikakis |

| 6.03.2024 19:00 (UTC+2) | Atlos Orestiada | 1:3 (22:25, 30:28, 20:25, 22:25) terminarz relacja | PAOK | Hala sportowa «Nikos Samaras», Orestiada Sędziowie: Aleksandros Milonakis i Janis Joanidis |

### Turniej finałowy

#### Półfinały
| 29.03.2024 17:00 (UTC+2) | Panathinaikos AO | 1:3 (19:25, 25:18, 13:25, 27:29) terminarz relacja | AONS Milon | Hala sportowa «Neapolis», Larisa Sędziowie: Emanuil Jeorjadis i Wasilios Wasiliadis |

| 29.03.2024 20:15 (UTC+2) | Olympiakos SFP | 3:1 (22:25, 25:18, 25:16, 25:19) terminarz relacja | PAOK | Hala sportowa «Neapolis», Larisa Sędziowie: Charalambos Papadogulas i Nikolaos Frangakis |

#### Finał
| 30.03.2024 20:15 (UTC+2) | AONS Milon | 2:3 (25:19, 19:25, 22:25, 25:22, 14:16) terminarz relacja | Olympiakos SFP | Hala sportowa «Neapolis», Larisa Sędziowie: Epaminondas Jerotodoros i Emanuil Jeorjadis |